# Хоч
Хоч (пол. Chocz) — місто в Польщі. Належить до Плешевського повіту Великопольського воєводства.
Впродовж 1975—1999 років входило до складу Каліського воєводства.
Статус міста відновлено у 2015 році.